# Булц, Виолета
Виолета Булц (р. 24 января 1964, Любляна) — словенский политик, предприниматель и учёный, с сентября по октябрь 2014 года член правительства Словении, в том числе в течение нескольких дней заместитель премьер-министра этой страны. 10 октября 2014 года была номинирована как словенский член Европейской комиссии.
Получила степень в области компьютерных наук в Люблянском университете, степень магистра в области информационных технологий от университета Голден-Гэйт в Сан-Франциско. Работала в Соединённых Штатах в компании DHL System (1991—1994), в 1999 году — в Telekom Slovenije. В течение следующего года была вице-президентом компании Telemach, занимающейся коммерческим правом. В 2000—2014 годах руководила консалтинговой компании Vibacom.
Участвовала в деятельности партии Миро Церара, отвечая за программу своей группы. 19 сентября 2014 года была приведена к присяге в качестве члена правительства премьер-министра Миро Церара, заняв должность министра без портфеля, ответственную в аппарате правительства за развитие и европейскую политику сплочённости. 2 октября 2014 года также получила номинацию на пост заместителя премьер-министра.
10 октября того же года она была номинирована как словенский член Европейской комиссии, заменив бывшего премьер-министра, Аленку Братушек, которая не получила одобрения Европейского парламента. В итоге в структуре Европейской комиссии была назначена комиссаром по транспорту.